# Оже, Франсуа
Франсуа Оже́ (фр. François Augé; 31 декабря 1733, Ла-Ферте-су-Жуар — 26 февраля 1783, Париж) — французский театральный комедийный актёр.
Первоначально играл в комедиях за пределами Франции, с 1750 года был членом труппы бродячих актёров. В 1754—1755 годах выступал в Брюсселе, в 1761 году в Вене, играя в этот период времени второстепенные роли, а затем присоединился к труппе Лиона. Именно в этом городе он достиг известности, в том числе своим «фирменным» нарядом, пальто с большими рукавами, и 18 января 1763 года был приглашён в Комеди Франсез как единственный известный актёр, способный заменять знаменитого Армана (Armand), в том числе благодаря своей развитой мимике. Дебютировал на сцене Комеди Франсез 14 апреля 1763 года (в спектаклях «l’Andrienne» и «Crispin rival de son maitre») и вышел в отставку в 1782 году; со смертью Армана в 1765 году стал ведущим комическим актёром театра.